# Jean Delabroy
Ne doit pas être confondu avec Jean Delannoy.
Jean Delabroy, né à Bordeaux le 17 mars 1947 et mort le 21 février 2024 dans le 13e arrondissement de Paris,, est un écrivain et universitaire français, spécialiste de Jules Verne.

## Biographie
Admis à l’École normale supérieure (1966) avec deux ans d’avance, il est le normalien le plus jeune de l’histoire de l’école à cette époque. Il obtient l'agrégation de lettres classiques en 1968 et consacre sa thèse d’État à Jules Verne (1980).
Après avoir été maître de conférences à l’université Paris 7 Paris-Diderot, il est nommé professeur à Lille, puis il revient dans son université d'origine, Paris 7, où il est élu professeur des universités en littérature française et comparée. Il y dirige le département LAC (Lettres, Arts, Cinéma) pendant plusieurs années.
Traducteur de pièces du théâtre grec ancien, il est aussi le commentateur de l'édition du Tour du monde en quatre-vingts jours de Jules Verne chez Presse Pocket (1990).
Il est le père de la romancière Pauline Delabroy-Allard. Il réside à Belle-Île-en-Mer les cinq dernières années de sa vie.

## Œuvres
- Jules Verne et l'Imaginaire, Minard, 1980. Publication de la thèse de doctorat d’État Jules Verne et l'Imaginaire. Ses représentations et ses fonctions principales dans la période de formation de l'œuvre romanesque (1951-1975) [Sic], Sorbonne nouvelle Paris III, 1 167 p. (Lire en ligne)
- La passion amoureuse, un thème, trois œuvres, avec Pierre Chartier et Marie-Noëlle Toury, Belin, 1991.
- Pense à parler de nous chez les vivants, récit, Verticales, 1997.
- Dans les dernières années du monde, roman, Verticales, 2005[6].
- La séparation des songes, théâtre, mise en scène de Michel Didym, jouée au Théâtre ouvert le 25 septembre 2009.
- Sarah, le retour clandestin (avec Sylvie Thienot et Marie-Rose Lefèvre), théâtre, mise en scène de Sylvie Thienot, jouée à Sauzon en 2023[7].